# 成都号导弹驱逐舰
“成都”号导弹驱逐舰（舷号120）简称“成都”舰，是052D型导弹驱逐舰十号舰，现服役于中国人民解放军海军北部战区海军驱逐舰第十支队。此舰乃是“驱十支”所接收的第二艘052D型导弹驱逐舰。

## 服役活动
2022年5月1日，解放军海军辽宁舰编队进入西太平洋进行实战演练，编队包括117号“西宁”舰，118号“乌鲁木齐”舰以及120号“成都”舰。
2022年6月13日，解放军海军120号“成都”舰随055型102号“拉萨”舰通过对马海峡进入日本海。
2024年5月23日，成都號進行聯合利劍2024A演習時被國軍康定艦監控。
2024年9月17日至2024年9月18日，解放军海军辽宁舰编队穿过与那国岛海峡进入西太平洋，编队包括2艘052D型120号“成都”舰以及123号“淮南”舰。
2024年10月末，解放军海军“辽宁”舰与“山东”舰及两舰所辖驱护舰只于南海组成编队，编队规模包括3艘055型103号“鞍山”舰、106号“延安”舰、107号“遵义”舰，5艘052D型118号“乌鲁木齐”舰、120号“成都”舰、123号“淮南”舰、165号“湛江”舰（1艘舷号、舰名未知），1艘054A型（舷号、舰名未知）以及2艘901型901号“呼伦湖”舰、905号“查干湖”舰。